# Норг
Норг (нід. Norg) — село в нідерландській провінції Дренте. Входить до муніципалітету Норденвелд.
Його площа становить 18,84 км², а населення станом на 2021 рік складало 3 745 осіб.
Перша згадка про населений пункт датується 1149 роком.
До 1998 року мало статус окремого муніципалітету.

## Галерея

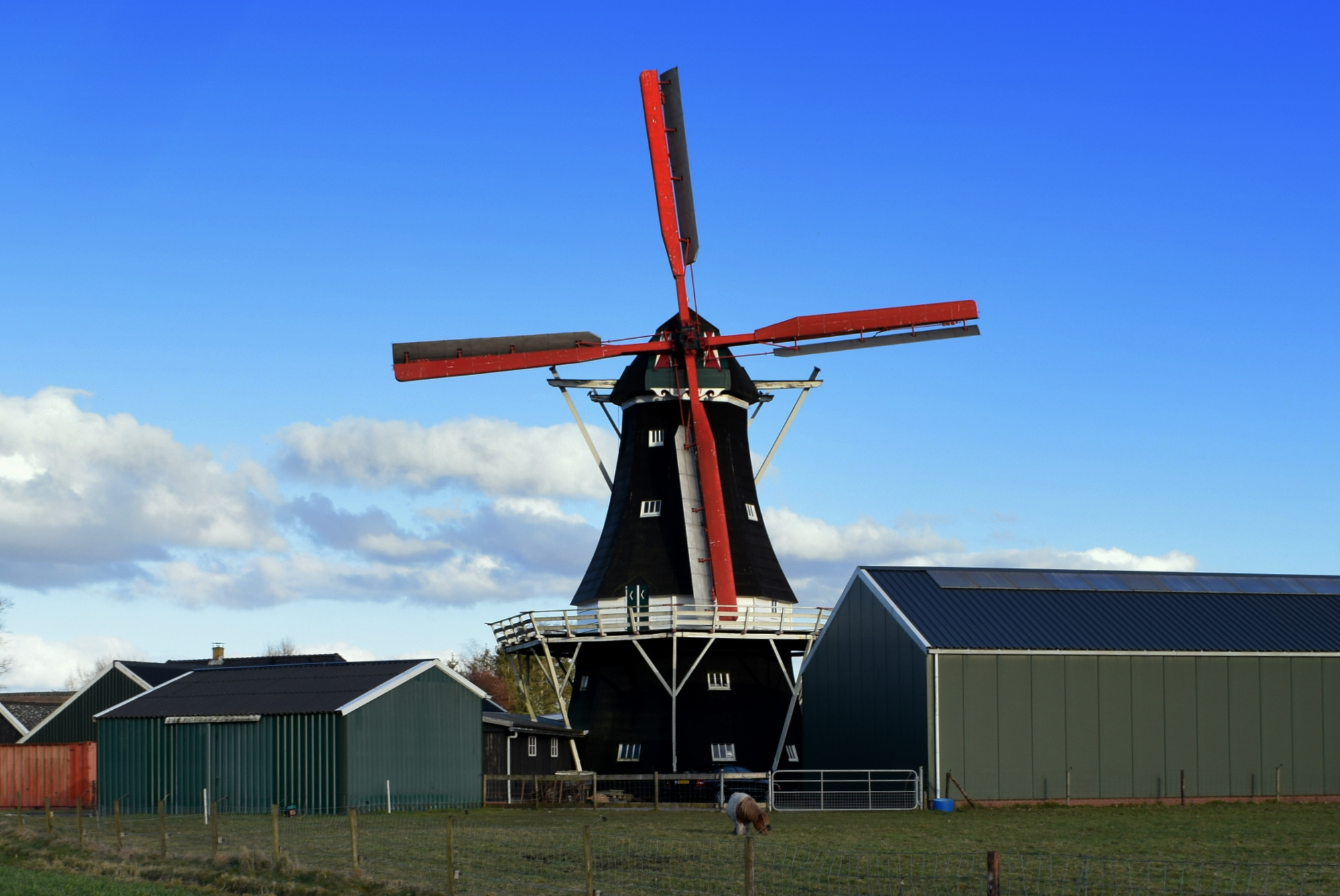
Вітряк De Hoop
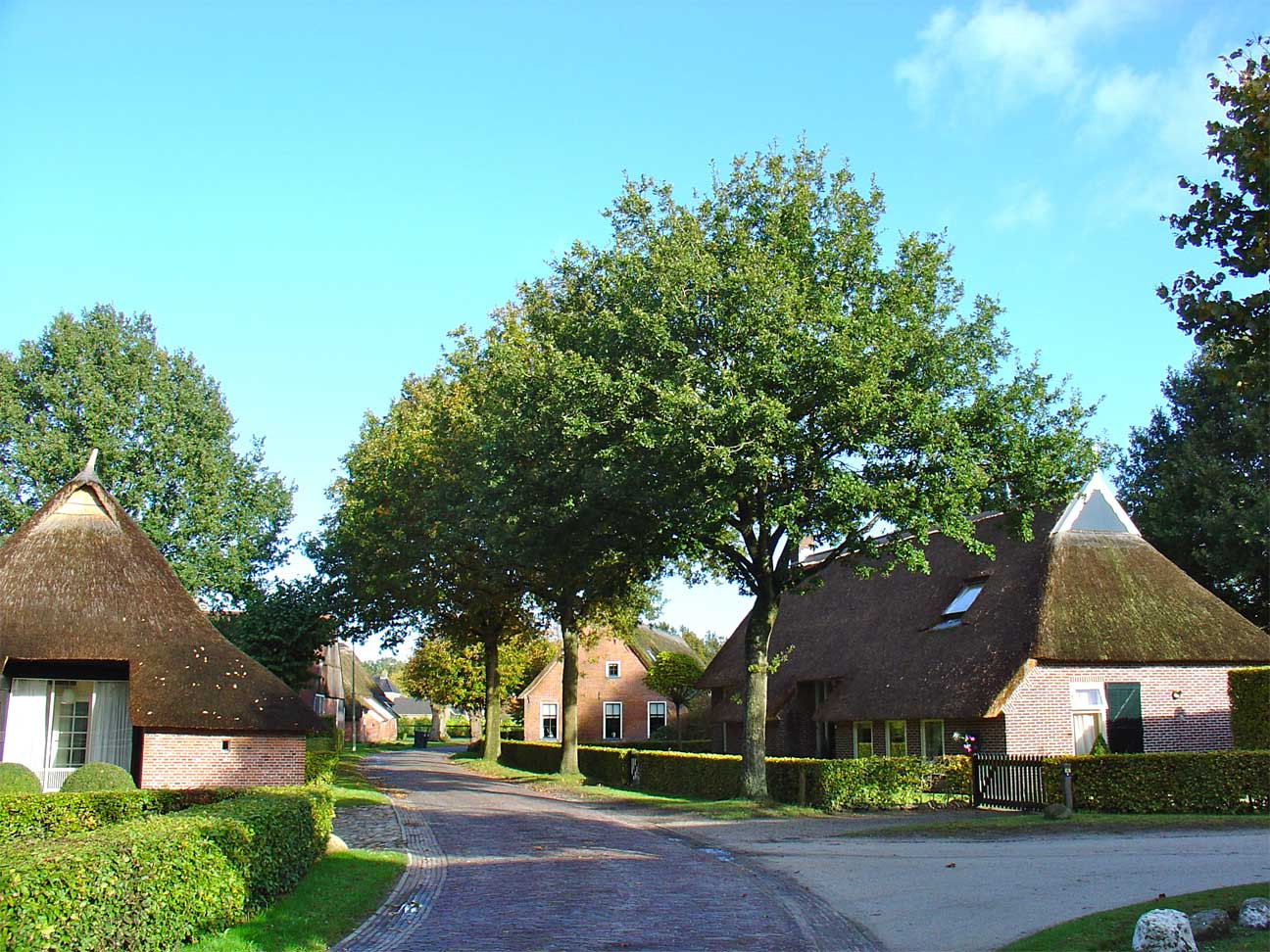
Сільська вулиця
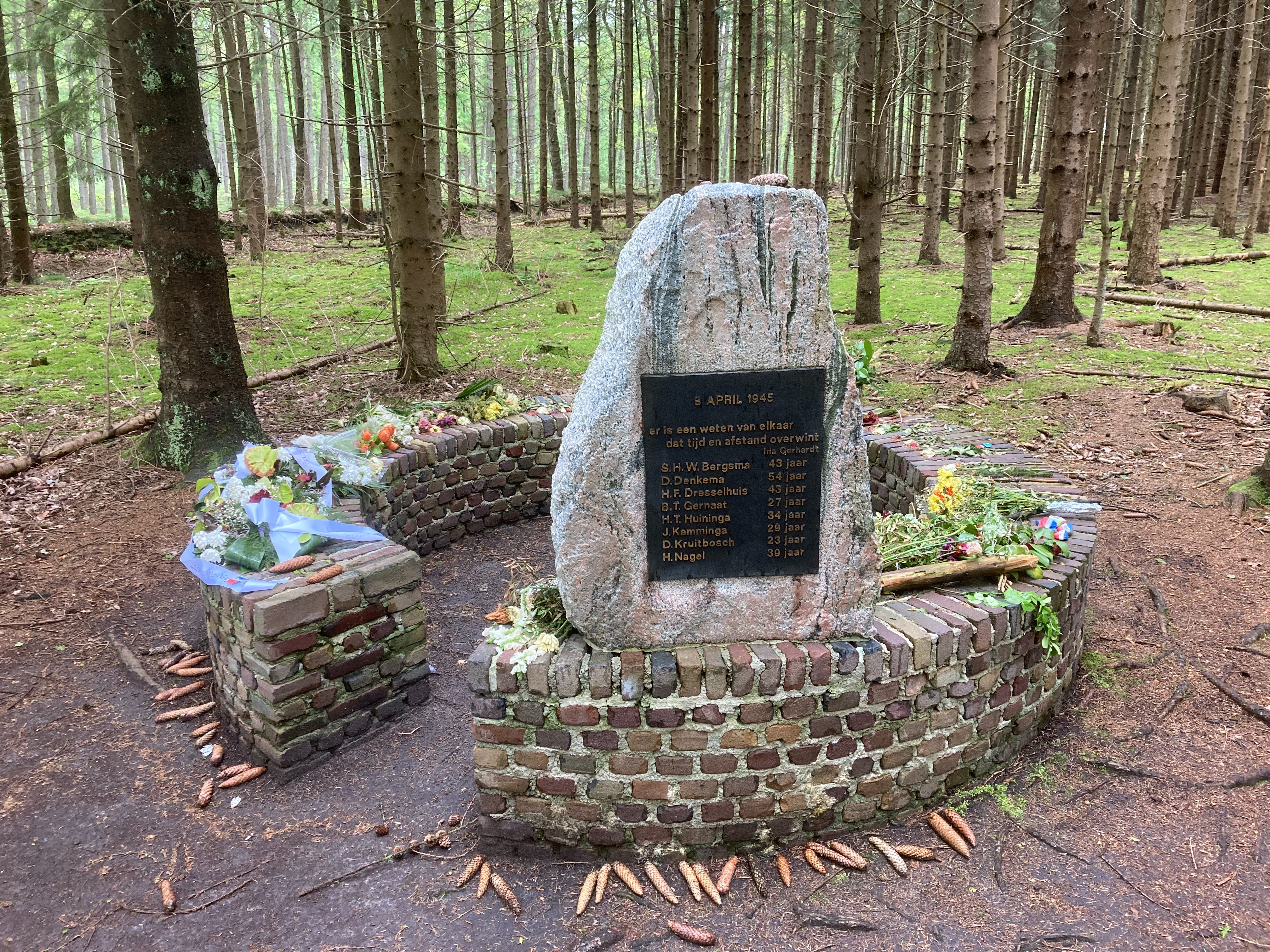
Монумент у селі
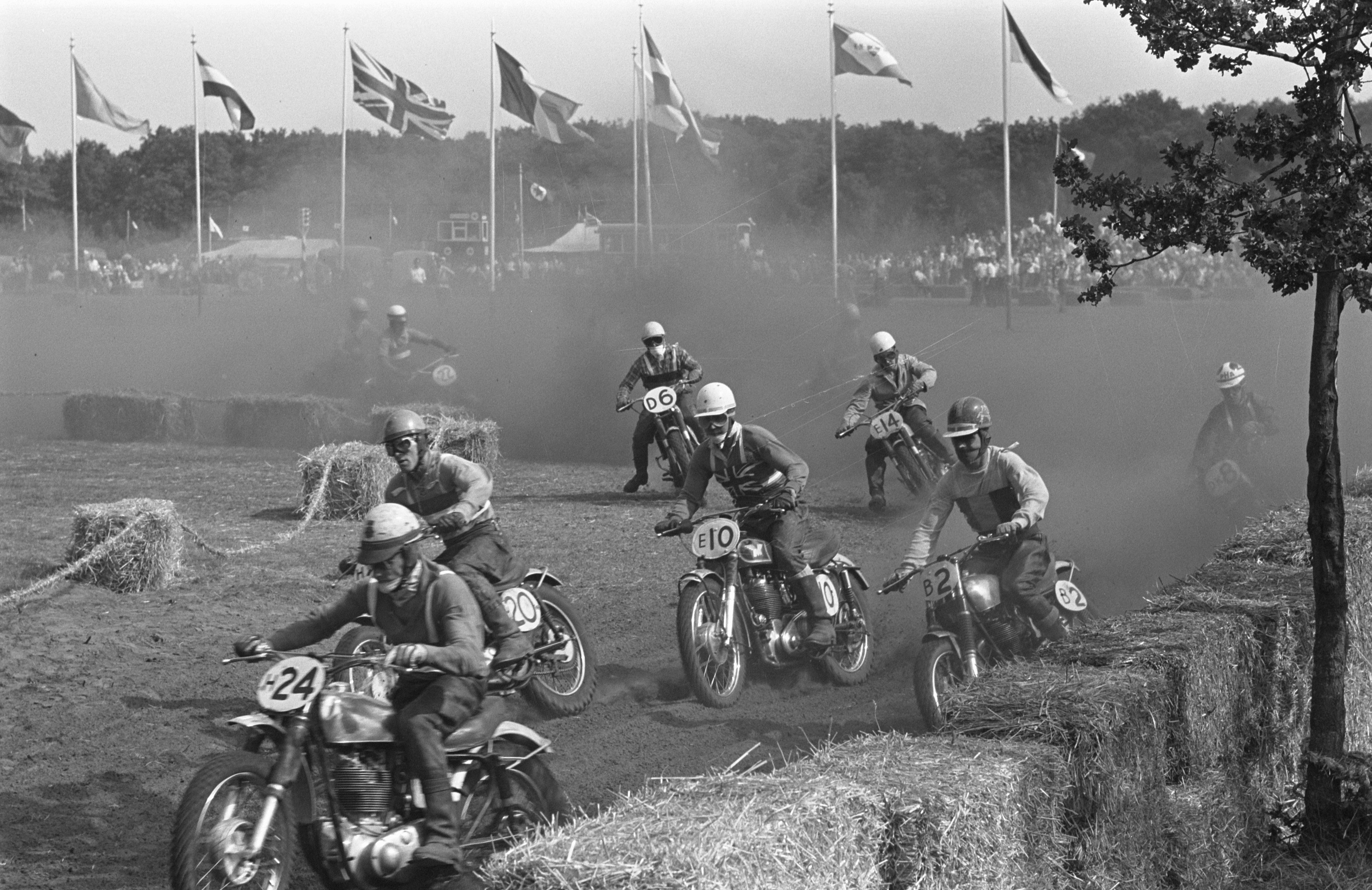
Мотокрос у Норзі (1959)